# Le Révolver matrimonial
Pour plus de détails, voir Fiche technique et Distribution.

Le Révolver matrimonial est un film muet français réalisé par Jean Durand et sorti en 1912.

## Fiche technique
- Réalisation  : Jean Durand
- Scénario : Joë Hamman
- Société de production : Société des Établissements L. Gaumont
- Pays : France
- Format : Muet - Noir et blanc - 1,33:1 - 35 mm
- Métrage : 224 m
- Durée : inconnue
- Date de sortie : 
  -  France - 1912

## Distribution
- Joë Hamman : Joe
- Gustave Hamilton
- Berthe Dagmar
- Gaston Modot
- Joaquim Renez